# Cidre de glace

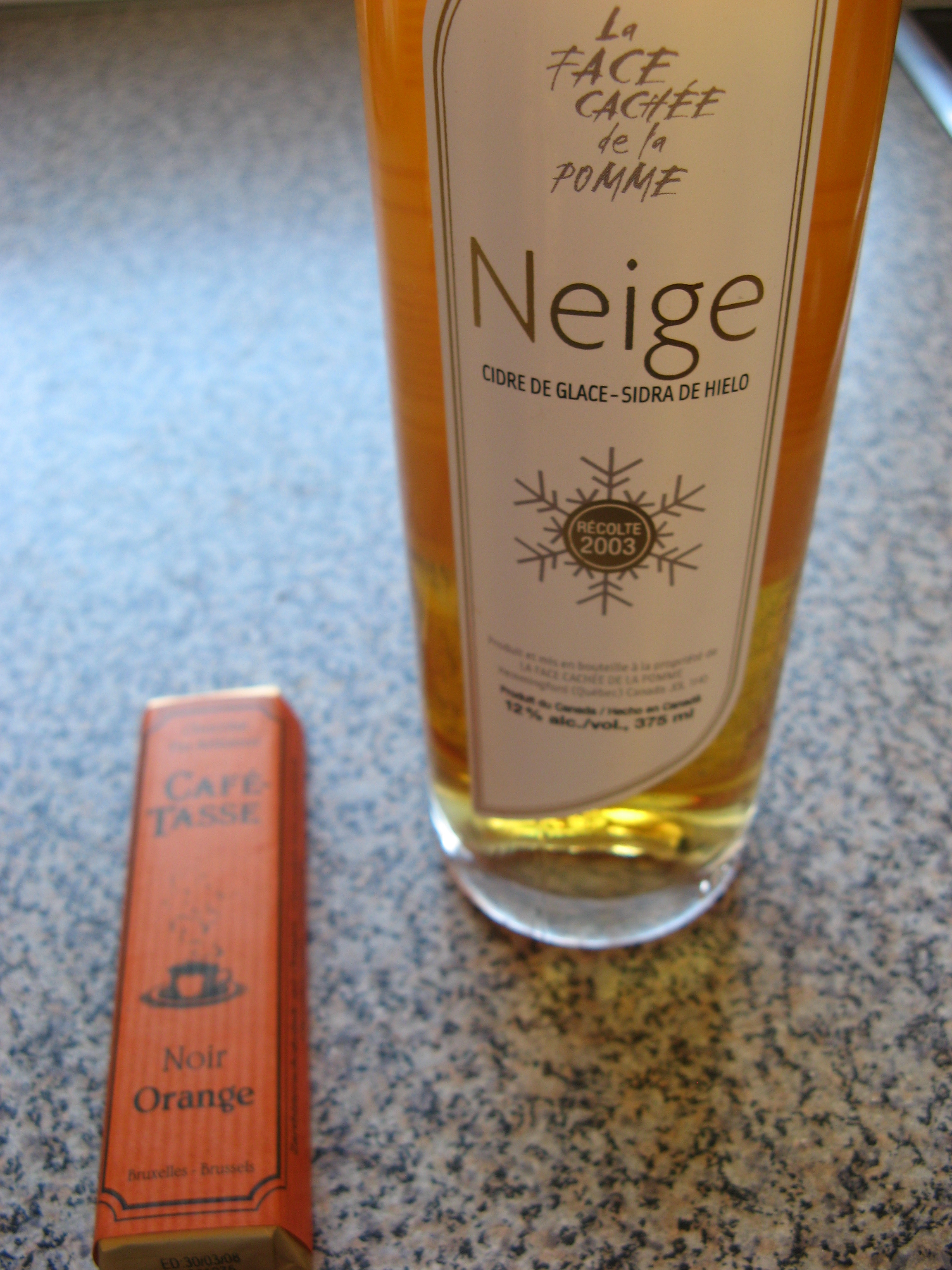
Cidre de glace.

Le cidre de glace est un cidre dont la fermentation s'effectue sur un jus de pommes concentré par l'action du froid naturel,. Il contient en moyenne entre 7 et 13 %  d'alcool et un sucre résiduel de 130 g/L.
Le cidre de glace est né du terroir québécois car c’est le climat unique du Québec qui a inspiré son élaboration. En effet, des températures hivernales rigoureuses sont requises pour obtenir la concentration des sucres nécessaire à sa réalisation.

## Origine
L'histoire du cidre de glace au Québec, débute avec Christian Barthomeuf, un viticulteur de Dunham, qui en invente la recette dès 1990 en s'inspirant des vins de glace. Les quelques milliers de bouteilles qu'il va alors produire seront connues sous le terme de cidre liquoreux. À partir de 1994, à Hemmingford en Montérégie, Barthomeuf va inspirer et aider François Pouliot à développer des techniques pour produire le cidre de glace dans des volumes plus grands,. La cidrerie La Face Cachée de la Pomme est ainsi considérée comme le berceau du cidre de glace, là où les avancées techniques pour travailler avec les deux éléments propres au terroir québécois — les pommes et le froid — vont évoluer et se parfaire jusqu'en 1999-2000. La toute première bouteille vendue sous le terme cidre de glace apparaît officiellement sur une bouteille de Neige de La Face Cachée de la Pomme vendue dans les boutiques de la SAQ dès 1999. De fait, ce n'est qu'en 1999 que les autorités québécoises permettent l'utilisation du terme cidre de glace,. Aujourd'hui, on retrouve une soixantaine de producteurs de cidre de glace au Québec. Ailleurs dans le monde, on s'inspire aussi du cidre de glace du Québec. On retrouve des productions de cidre de glace à la frontière nord des États-Unis, dans l'Ouest canadien et même en Europe, en Normandie notamment. En 2008, un règlement provincial fixe les conditions de production, et en décembre 2014, le cidre de glace du Québec obtient une Indication Géographique Protégée (IGP).

## Procédé

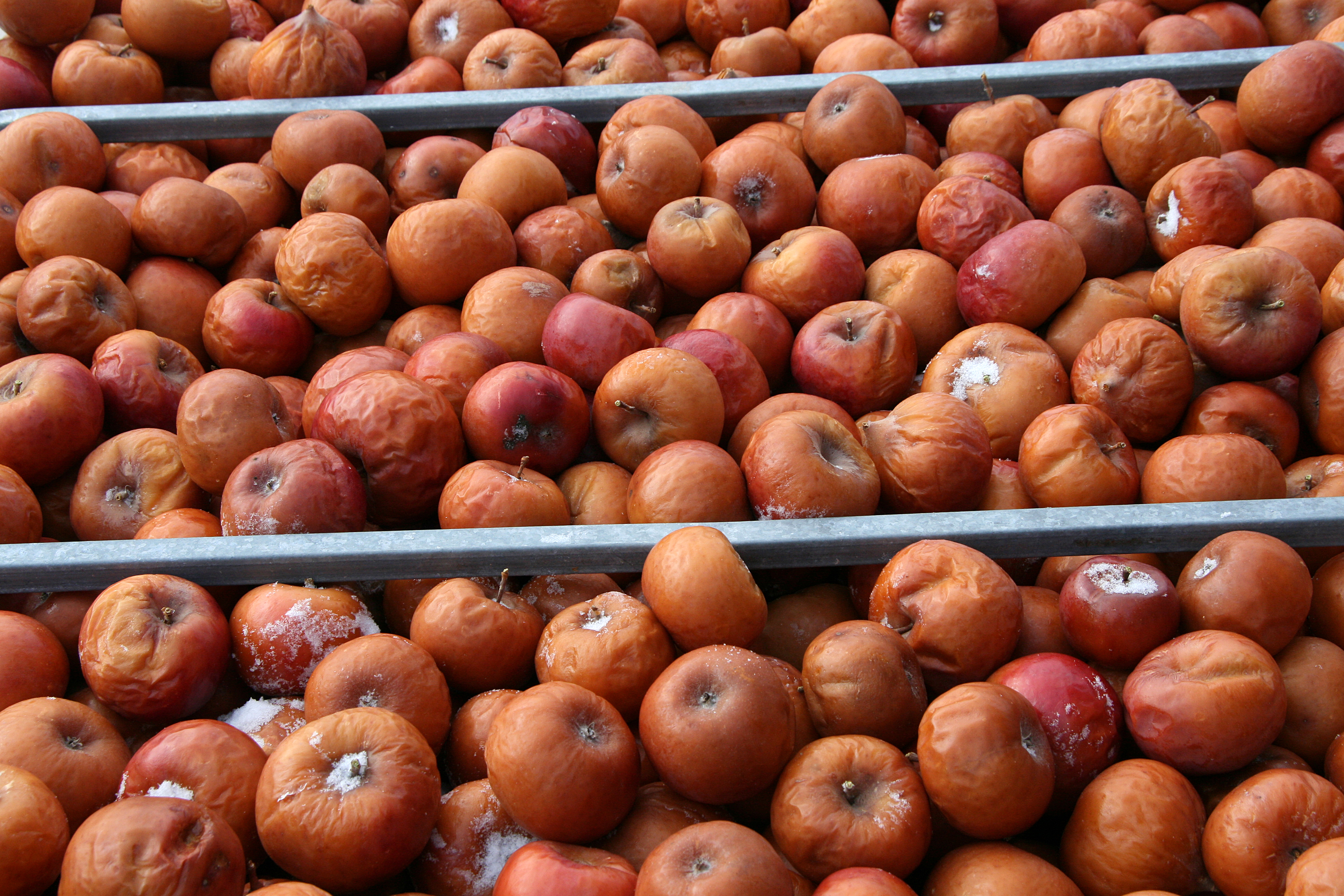
Pommes gelées destinées à la fabrication du cidre de glace.

Le cidre de glace peut être élaboré à partir de deux procédés de concentration des sucres de la pomme par le froid : la cryoconcentration, et la cryoextraction.
Le procédé de cryoconcentration ressemble un peu à celui des autochtones qui réalisaient une première étape de concentration de la sève tirée de l'érable à sucre par le froid, en la laissant geler et en retirant les morceaux de glace ainsi formés. Le procédé de cryoextraction s'inspire directement de celui du vin de glace.

### La cryoconcentration

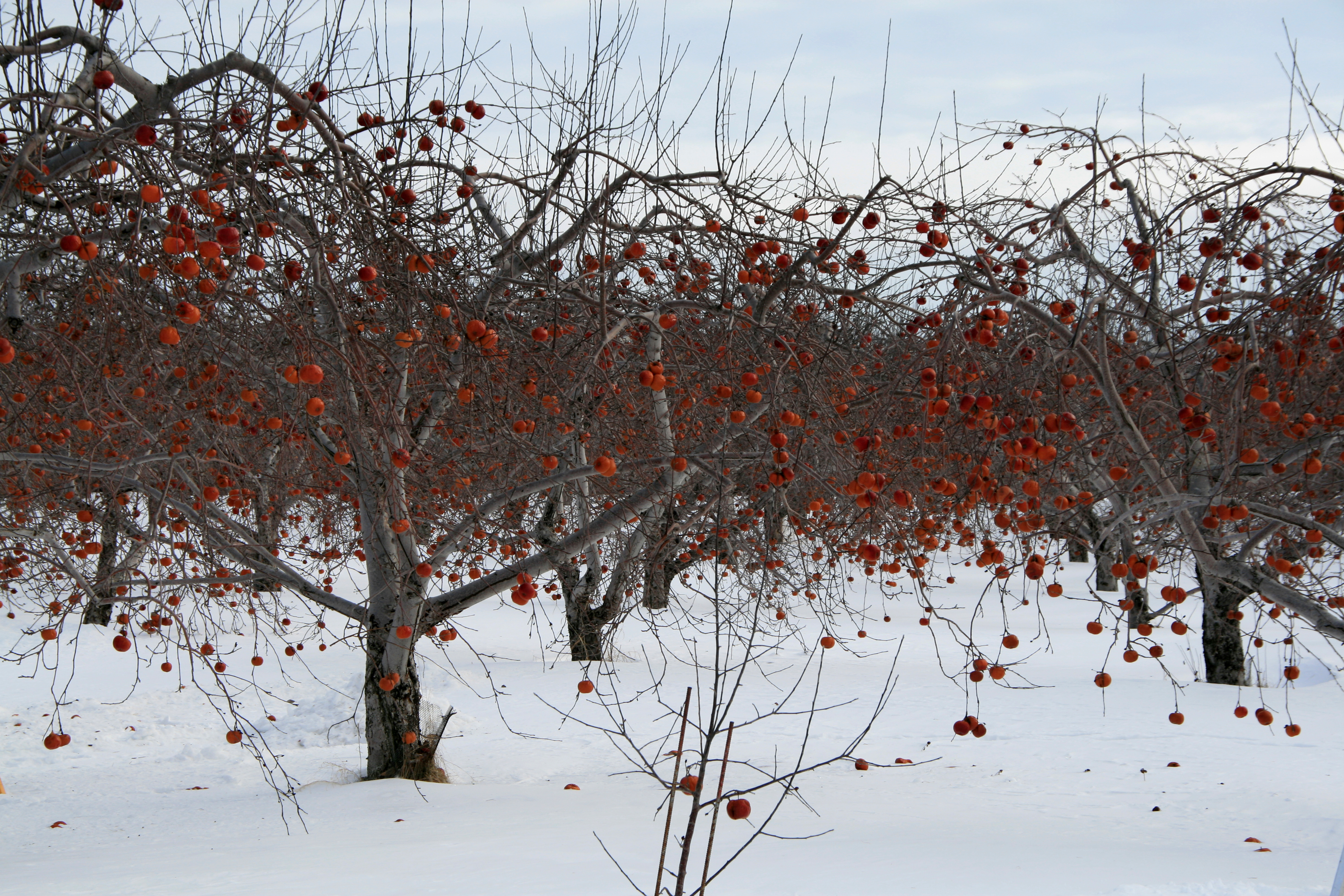
Pommiers du Verger Lafrance au Québec.

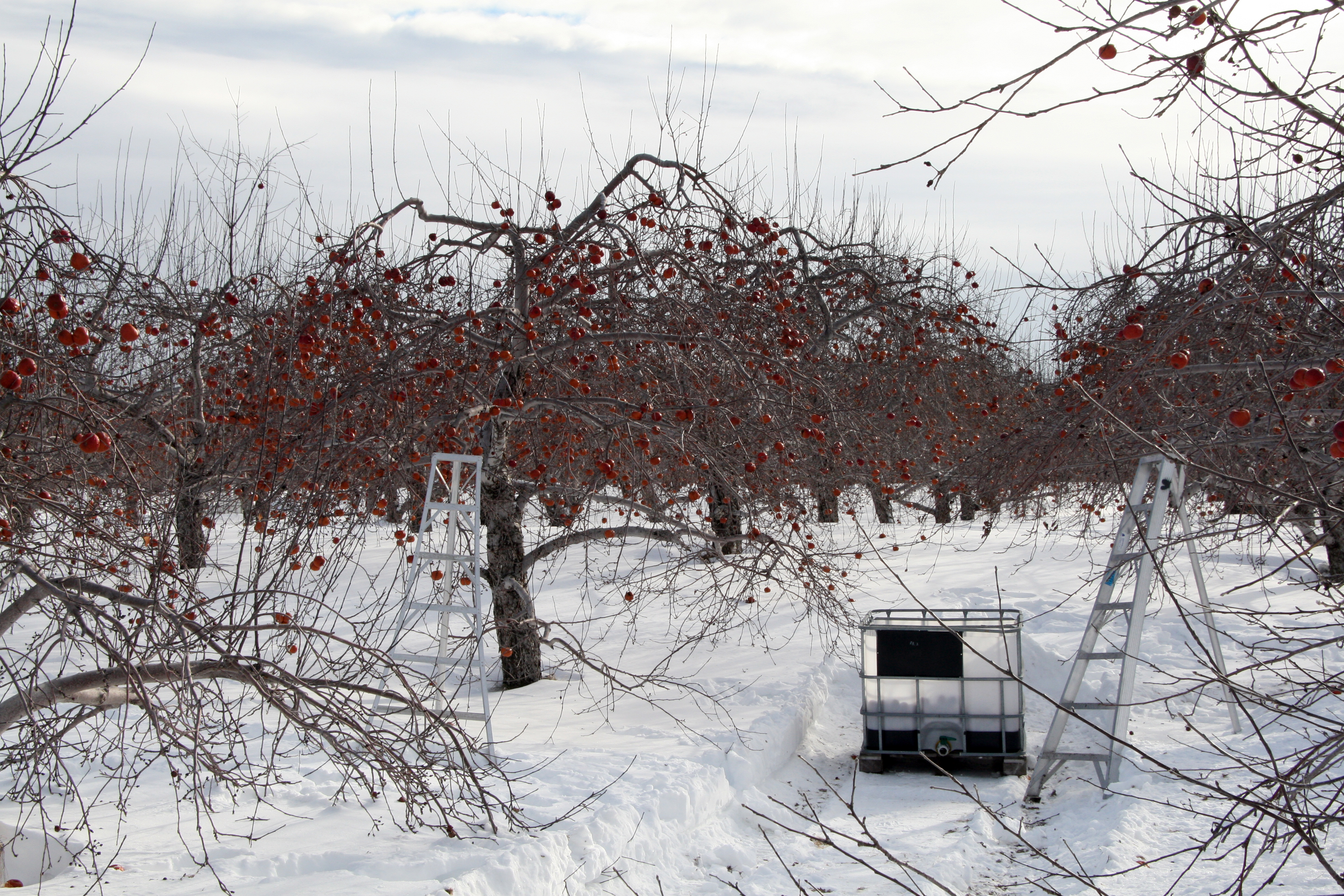
La cueillette des pommes gelées se fait à environ -15 °C.

La méthode la plus employée (près de 95 % du cidre de glace produit) pour produire du cidre de glace consiste à récolter les pommes à maturité à l’automne, puis à les conserver au frais, jusqu’au pressage des fruits à l’hiver. Le jus pressé est ensuite entreposé dans des contenants à l’extérieur dans le froid de l’hiver pendant près de six semaines. Lentement, l’eau gèle et se sépare du sucre, le moût est récolté par gravité, les cristaux de glace restant en surface des contenants.
Certains producteurs vont faire une deuxième cryoconcentration afin d'accroître le niveau de sucre initial, avant la fermentation. Par la suite, à basse température, le moût récolté va fermenter en cuve pour une période qui dure de six à sept mois.

### La cryoextraction
Restées accrochées aux arbres jusqu’au cœur de l’hiver, les pommes gelées sont desséchées par le froid, le soleil et le vent. Elles sont cueillies l'hiver, lorsque la température oscille entre −8 °C et −15 °C. Il est possible de cueillir la pomme à maturité et de la laisser à l’extérieur jusqu’à l’arrivée des grands froids. On appelle cette technique le passerillage comme on le fait pour les vins d’Amarone ou le vin de paille.
Le processus de décantation entre l’eau et le sucre s’effectue ensuite dans le fruit plutôt que dans le jus. Les pommes sont ensuite pressées encore gelées et on recueille le nectar qui sera fermenté à basse température pendant près de huit mois. Cette méthode est plus délicate et impose des coûts de production plus élevés, car les rendements sont plus faibles.

### Méthodes dérivées
Il est également possible de combiner les deux méthodes, cryoconcentration et cryoextration pour l’obtention d’un cidre de glace. Il faut en moyenne 1,7 kg de pommes pour produire un litre de cidre tranquille ou effervescent et 9,5 kg de pommes pour produire un litre de cidre de glace.

## Succès
En 2007, La Fundacion de la Sidra en Espagne a octroyé son prix ex æquo à Christian Barthomeuf, pour avoir inventé la recette du cidre de glace et, à « La Face Cachée de la Pomme » pour avoir contribué au développement de la production du cidre de glace et pour avoir initié sa commercialisation au Québec et dans le monde.
En 2008, le Québec compte déjà une cinquantaine de producteurs de cidre de glace. L'engouement est réel. Dans un communiqué du 8 juin 2008, la Société des alcools du Québec (SAQ) confirmait que « les ventes de produits québécois ont sextuplé en cinq ans à la SAQ, passant de 2 millions de dollars en 2002 à un peu plus de 12 millions de dollars en 2007 ». 70 % de ces ventes sont issues du cidre de glace.
Seul l’hiver québécois permet à la pomme de geler de façon naturelle et de pouvoir donner naissance au cidre de glace. Le cidre de glace nécessite de quatre à cinq fois plus de pommes pour produire la même quantité de cidre que les autres méthodes. On compte environ cinquante producteurs de cidre de glace au Québec. Comme ils donnent une touche bien personnelle à chacun de leurs produits, ils produisent une impressionnante diversité de cidres de glace. Élaboré depuis le début des années 1990, le cidre de glace québécois est de plus en plus remarqué et apprécié à l’étranger. Deux des plus importants producteurs — La Face Cachée de la Pomme et le Domaine Pinnacle — sont maintenant distribués à travers le monde.
Aujourd’hui, comme tous les autres cidres, le cidre de glace est encadré par une réglementation qui stipule des normes de qualité très strictes.
Depuis 2007, une foire de dégustation et de vente de cidres de glace, au départ appelée Mondial des cidres de glace et qui se tenait annuellement à Rougemont, se tient maintenant à Montréal sous l'identité de Mondial des Cidres durant les festivités de Montréal en Lumière.
Définition et normes spécifiques
Un règlement provincial sur le cidre et autres boissons alcooliques à base de pommes a été adopté en novembre 2008 qui encadre désormais la fabrication du cidre de glace. On y spécifie :

« Le « cidre de glace », soit le cidre obtenu par la fermentation du jus de pommes, lequel doit, uniquement par le froid naturel, atteindre une concentration de sucre avant fermentation d'au moins 30° Brix, et dont le produit fini a une teneur en sucre résiduel d'au moins 130 g/L et un titre alcoométrique acquis de plus de 7 % et d'au plus 13 % d'alcool par volume. »

— Règlement sur le cidre et les autres boissons alcooliques à base de pommes, article 2 § 7
De plus, les spécificités suivantes doivent être rencontrées :
- aucune chaptalisation ;
- aucune addition d’alcool ;
- aucune congélation artificielle des pommes, du jus ou des moûts ;
- froid artificiel permis pour le cidre (−4 °C) concernant la précipitation malique ;
- aucun arôme ou colorant ;
- aucune concentration des sucres par d’autres méthodes que le froid naturel ;
- aucune utilisation de concentré de jus de pomme commercial de quelque origine que ce soit ;
- le producteur de cidre de glace doit cultiver ses pommes ;
- le pressurage, l’élaboration et l’embouteillage du cidre de glace s’effectuent chez le producteur.

Toutefois à l'article 14 du règlement on spécifie qu'un titulaire de permis de fabricant de cidre peut fabriquer un cidre de glace en utilisant au plus 50 % des pommes qu'il ne cultive pas.

## Appellation réservée
L'association des cidriculteurs artisans du Québec (CAQ) a déposé une demande pour l'obtention d'une appellation réservée, pour le cidre de glace en juin 2010. Les producteurs espèrent ainsi obtenir une indication géographique protégée (IGP) dans le cadre de la « Loi sur les appellations réservées et les termes valorisants ».
Des critères plus restrictifs que le « Règlement sur le cidre et autres boissons alcooliques à base de pommes » ont été introduits tels que la provenance des pommes, les caractéristiques du produit fini, l’aire géographique délimitée, la traçabilité, les différentes étapes de fabrication et le profil organoleptique du produit.
Le 30 décembre 2014, le ministère de l’Agriculture, des Pêcheries et de l’Alimentation a reconnu l’indication géographique protégée (IGP) « Cidre de glace du Québec » (« Québec Ice Cider » en anglais). 